# علوي المنفرمي
 علوي بن محمد مولى الدويلة (1166 - 1260 هـ) داعية إسلامي وقائد روحي ومناضل ضد الاستعمار البريطاني في الهند. يعتبر علم بارز من أعلام الإسلام في كيرلا، حيث كان له تأثير دعوي كبير على سكان بلاد المليبار. اشتهر باسم «علوي المَنْفُرَمِي» لسكناه بلدة منفرم [الإنجليزية] ووفاته بها. ومن أولاده الأمير فضل باشا حاكم إقليم ظفار.

## نسبه
علوي بن محمد بن سهل بن محمد بن أحمد بن سليمان بن عمر بن محمد بن سهل بن عبد الرحمن مولى خيلة بن عبد الله بن علوي بن محمد مولى الدويلة بن علي بن علوي الغيور بن الفقيه المقدم محمد بن علي بن محمد صاحب مرباط بن علي خالع قسم بن علوي بن محمد بن علوي بن عبيد الله بن أحمد المهاجر بن عيسى بن محمد النقيب بن علي العريضي بن جعفر الصادق بن محمد الباقر بن علي زين العابدين بن الحسين السبط بن علي بن أبي طالب، وعلي زوج فاطمة بنت محمد ﷺ.
فهو الحفيد 31 لرسول الله محمد ﷺ في سلسلة نسبه.

## مولده ونشأته
ولد في مدينة تريم من حضرموت في اليوم الثالث والعشرين من شهر ذي الحجة سنة 1166 هـ/ 1753 م، ووالدته هي فاطمة بنت محمد الجفري. توفي أبواه وهو صغير، فربّته خالته واعتنت به، ثم تعلم العلوم الدينية واللغة العربية وحفظ القرآن الكريم.

## هجرته إلى مليبار
كان خاله السيد شيخ بن محمد الجفري قد هاجر إلى أراضي مليبار بولاية كيرلا في جنوب الهند سنة 1159 هـ/ 1746 م، ثم خاله السيد حسن بن محمد الجفري وصل إليها سنة 1168 هـ/ 1755 م. فأراد السيد علوي أيضًا أن يسافر إلى مليبار، ويلتحق بخاليه، ويشتغل فيها بالدعوة الدينية، فخرج من تريم في سنّه السابعة عشرة إلى مليبار ووصل مدينة كاليكوت في رمضان سنة 1183 هـ/ 1770 م، ونزل عند خاله شيخ الجفري، وتزوج من بنت خاله حسن الجفري الذي توفي قبل وصوله. ثم خرج من كاليكوت إلى بلدة منفرم حيث كان يقيم خاله حسن واستقر فيها.

## مقاومته للاستعمار
كان المسلمون في كيرلا يقودهم العلماء في أمورهم الدينية منذ انتشار الإسلام في هذه البلاد رغم عدم وجود قيادة سياسية إسلامية، بل كانوا يعيشون فيها بسلام آمنين متمسكين بدينهم إلى عهد قدوم الأوروبيين. ثم تغيرت الأحوال بعد قدوم البرتغاليين إلى كيرلا سنة 903 هـ/ 1498 م. فنادى العلماء بالجهاد ضد الاستعمار الغربي أمثال الشيخ زين الدين المخدوم والقاضي محمد الكاليكوتي وغيرهم. ثم أتى الإنجليز واستمر استعمارهم إلى القرن الثامن والتاسع عشر الميلادي. عندها قام السيد علوي وابنه فضل بالمقاومة ضد الاستعمار البريطاني، وأصدر فتاوى عديدة ضد الإنجليز واستعمارهم. ودعا الناس إلى محاربة الإنجليز ومقاومتهم في مواعظه، وفتاويه، ومنشوراته. وكان كتابه «السيف البتار» في مقدمة هذه المقاومة الأدبية ضد الاستعمار البريطاني في كيرلا.

## مؤلفاته
كتاب «السيف البتار لمن يوالي الكفار ويتخذونهم من دون الله ورسوله والمؤمنين أنصار» مجموعة من فتاواه جوابًا لثمانية أسئلة مختلفة، كان هو وأصحابه يرسلونها إلى المساجد لإعداد المسلمين وتحريضهم على الجهاد والمقاومة ضد البريطانيين. واشتمل على الأقوال عن موقف المسلم من الكافر الذي يدخل إلى بلد مسلم بنوايا استعمارية، وتركز السيطرة والسطوة فيها.

## وفاته
توفي ليلة الأحد السابع من شهر محرم سنة 1260 هـ/ 1844 م وهو ابن أربع وتسعين، ودفن في روضة خاله السيد حسن الجفري بمنفرم [الإنجليزية] في منطقة مالابرم وبنيت قبة رفيعة شامخة عليها. ويعد مقامه اليوم من أشهر المزارات الدينية في ولاية كيرلا.

### استشهادات
1. ↑  باذيب، محمد بن أبي بكر (2014). إسهامات علماء حضرموت في نشر الإسلام وعلومه في الهند. عمان، الأردن: دار الفتح. ص. 199.
2. ↑  السقاف، أحمد بن عبد الله (1964). خدمة العشيرة بترتيب وتلخيص وتذييل شمس الظهيرة. جاكرتا، إندونيسيا: المكتب الدائمي لإحصاء وضبط أنساب السادة العلويين. ص. 40.
3. ↑  الحبشي، عيدروس بن عمر (2009). عقد اليواقيت الجوهرية وسمط العين الذهبية بذكر طريق السادات العلوية. تريم، اليمن: دار العلم والدعوة. ج. الأول. ص. 718.
4. ↑  المشهور، عبد الرحمن بن محمد (1984). شمس الظهيرة (PDF). جدة، السعودية: عالم المعرفة. ج. الأول. ص. 308. مؤرشف من الأصل (PDF) في 2020-05-01.
5. ↑  المليباري، أحمد مسليار. مِنْحَةُ القَوِي بِمِدْحَةِ السّيّد عَلَوِي (PDF). مؤرشف من الأصل (PDF) في 2021-04-12.
6. ↑  القعيطي، غالب بن عوض (1996). تأملات عن تاريخ حضرموت. جدة، السعودية: مكتبة كنوز المعرفة. ص. 89.
7. ↑  "منفرم؛ منبع تاريخ القرن التاسع عشر". النهضة. مؤرشف من الأصل في 2018-08-14.
8. ↑  الكتاني، عبد الحي بن عبد الكبير (1982). فهرس الفهارس والأثبات ومعجم المعاجم والمشيخات والمسلسلات. بيروت، لبنان: دار الغرب الإسلامي. ج. الأول. ص. 250.
9. ↑  "الصوفية في مالابرم". مدونة kckooriyad. مؤرشف من الأصل في 2019-06-10.

## روابط خارجية
- قطب الزمان السيد علوي مولى الدويلة - مدونة محمد شفيق الهدوي.
- MAMPURAM MAQAM.
- Role of mamburam thangal in malabar - Academia.